# 79086 Gorgasali
79086 Gorgasali è un asteroide della fascia principale. Scoperto nel 1977, presenta un'orbita caratterizzata da un semiasse maggiore pari a 2,7732827 UA e da un'eccentricità di 0,2785634, inclinata di 33,11918° rispetto all'eclittica.